# Anna Mani
Anna Mani (23 agosto 1918 – 16 agosto 2001) è stata una fisica e meteorologa indiana.
È andata in pensione con la carica di vicedirettore generale del dipartimento meteorologico indiano ed è stata anche visiting professor presso il Raman Research Institute. Mani ha contribuito al campo della strumentazione meteorologica, condotto ricerche e pubblicato numerosi articoli sulla radiazione solare, l'ozono e le misurazioni dell'energia eolica.

## Primi anni di vita
Anna Modayil Mani è nata nel 1918 a Peermade, poi Travancore, ora Kerala, in India, da una famiglia cristiana siriana. Era la settima di otto figli della sua famiglia ed era una vorace lettrice. Impressionata da Gandhi durante il Vaikom satyagraha e ispirata dal suo movimento nazionalista, iniziò a indossare solo indumenti khadi.
Anna Mani trascorse i suoi anni formativi assorta nei libri: all'età di otto anni aveva letto quasi tutti i libri in malayalam nella biblioteca pubblica. Al suo ottavo compleanno, rifiutò di accettare il consueto dono della sua famiglia di un set di orecchini di diamanti, chiedendo invece un set dell'Encyclopædia Britannica. Il mondo dei libri la aprì a nuove idee e infuse in lei un profondo senso di giustizia sociale che ha poi plasmato la sua vita.

## Formazione scolastica
Mani voleva inizialmente dedicarsi alla danza, ma optò per la fisica perché le piaceva quella materia. Nel 1939 si laureò al Pachaiyappas College di Chennai (allora Madras) con lode in fisica e chimica. Nel 1940 vinse una borsa di studio per la ricerca presso l'Indian Institute of Science di Bangalore. Nel 1945 andò all'Imperial College di Londra per poi proseguire gli studi universitari in fisica, ma finì per specializzarsi in strumenti meteorologici.

## Carriera
Dopo essersi laureata al Pachai College, Mani ha lavorato con il Prof. CV Raman nella ricerca delle proprietà ottiche del rubino e del diamante. Qui divenne autrice di cinque articoli di ricerca e infine presentò la dissertazione del suo dottorato di ricerca: questo non le fu tuttavia concesso perché non aveva un master in fisica. Dopo essere tornata in India nel 1948, è entrata a far parte del dipartimento di meteorologia di Pune, dove ha pubblicato numerosi articoli di ricerca sulla strumentazione meteorologica. Mani era responsabile dell'organizzazione degli strumenti meteorologici importati dalla Gran Bretagna. Nel 1953 era diventata infine il capo di una divisione di 121 uomini.
Mani desiderava rendere l'India indipendente negli strumenti meteorologici. Standardizzò i disegni di quasi un centinaio di strumenti meteorologici. Nel biennio 1957-59 realizzò una rete di stazioni per la misura della radiazione solare. A Bangalore, avviò un piccolo laboratorio che produceva strumenti per misurare la velocità del vento e l'energia solare e lavorò allo sviluppo di un apparecchio per misurare l'ozono. Mani è stata poi nominata membro dell'International Ozone Association. Ha quindi allestito un osservatorio meteorologico e una torre di strumentazione presso l'impianto di lancio di missili Thumba.
Era associata a molte organizzazioni scientifiche, tra cui la Indian National Science Academy, la American Meteorological Society, la International Solar Energy Society, la World Meteorological Organization (WMO) e la International Association for Meteorology and Atmospheric Physics. Nel 1987, Mani ricevette la medaglia INSA KR Ramanathan.
Mani si trasferito a Delhi nel 1969 come vicedirettore generale. Nel 1975 ha prestato servizio come consulente WMO in Egitto. Si ritirò come vicedirettore generale del dipartimento meteorologico indiano nel 1976.
Nel 1994, Mani ebbe un ictus e morì il 16 agosto 2001 a Thiruvananthapuram, una settimana prima del suo 83º compleanno.

## Tributi
L'Organizzazione meteorologica mondiale l'ha ricordata in occasione del suo centenario dalla nascita e ha pubblicato il suo profilo di vita insieme a un'intervista.

## Pubblicazioni
- 1992. Wind Energy Resource Survey in India, vv. 2. xi + 22 pp. Ed. Allied Publ. ISBN 8170233585, ISBN 9788170233589
- 1981. Solar Radiation over India x + 548 pp.[2]
- 1980. The Handbook for Solar Radiation data for India